# Ferdinand Heerdegen
Eugen Gottfried Ferdinand Heerdegen (* 7. Dezember 1845 in Nürnberg; † 1930 in Erlangen) war ein deutscher Altphilologe.

## Leben
Nach dem Studium der Klassischen Philologe, das er 1863/64 in Erlangen begann – hierbei trat er 1863 der christlichen Studentenverbindung Uttenruthia bei – und in Bonn, Berlin, München und Leipzig fortsetzte, habilitierte er sich 1876 an der Universität Erlangen und wurde dort Privatdozent. Ab 1882 war er freier Dozent, bis er im April 1888 außerordentlicher Professor und schließlich im September 1902 ordentlicher Professor wurde. Nachdem er bereits einige Jahre neben Iwan von Müller, Eduard Wölfflin, Adolf Römer und August Luchs gewirkt hatte und seine Leistung, insbesondere in der lateinischen Semasiologie und Lexikographie, von diesen sehr geschätzt wurde, erhielt er einen eigenen neugeschaffenen Lehrstuhl. Kurt Witte setzte diese Reihe fort, als Heerdegen sich 1920 von der Verpflichtung, Vorlesungen zu halten, entbinden ließ. Er blieb jedoch bis 1923 Mitvorstand des Seminars für Klassische Philologie.
Nach seinem Tod vererbte er seine Büchersammlung mit etwa 1000 Bänden der Universitätsbibliothek Erlangen.

## Schriften (Auswahl)
- Ueber Umfang und Gliederung der Sprachwissenschaft im Allgemeinen und der lateinischen Grammatik insbesondere : Versuch einer systematischen Einleitung zur lateinischen Semasiologie. Deichert, Erlangen 1875
- Adnotationes criticae ad Ciceronis orationem pro Sex. Roscio Amerino habitam. Junge & Sohn, Erlangen 1921
- Ueber Ziele und Methoden der lateinischen Semasiologie : Versuch einer Bestimmung und Gliederung ihrer allgemeinen Principien. Deichert, Erlangen 1878
- Die Idee der Philologie : E. kritische Untersuch. vom philologischen Standpunkte aus. Deichert, Erlangen 1879